# Jind Kaur
La maharani Jind Kaur (Gujranwala, 1817 circa – Kensington, 1º agosto 1863) fu la moglie più giovane del primo maharaja dell'impero Sikh, Ranjit Singh, e la madre dell'ultimo maharaja, Duleep Singh, in nome del quale fu reggente dell'Impero Sikh dal 1843 al 1846.
Era rinomata per la sua bellezza, energia e forza d'animo ed era popolarmente conosciuta come Rani Jindan. La sua fama deriva soprattutto dalla paura che incuteva ai britannici, che la descrissero come "la Messalina del Punjab".
Dopo l'assassinio dei primi tre successori di Ranjit Singh, Duleep Singh salì al trono nel settembre 1843 all'età di 5 anni e Jind Kaur divenne reggente per conto del figlio. Dopo la sconfitta dei sikh nella prima guerra anglo-sikh, Jind Kaur fu sostituita nel dicembre 1846 da un consiglio di reggenza, sotto il controllo di un residente britannico. Tuttavia, il suo potere e la sua influenza continuarono e, per contrastarli, i britannici la imprigionarono ed esiliarono. Passarono più di tredici anni prima che le fosse permesso di rivedere suo figlio, che era stato portato in Inghilterra.
Nel gennaio 1861 Duleep Singh poté incontrare la madre a Calcutta e portarla con sé in Inghilterra, dove rimase fino alla morte, avvenuta a Kensington il 1º agosto 1863, all'età di 46 anni. Fu temporaneamente sepolta nel cimitero di Kensal Green e cremata l'anno successivo a Nashik, vicino a Mumbai. Le sue ceneri furono infine portate dalla nipote, la principessa Bamba Duleep Singh, nel samadh (monumento commemorativo) del marito, a Lahore.

## Famiglia
Jind Kaur Aulakh nacque probabilmente a Chichrianwali, Gujranwala, figlia di Manna Singh Aulakh, appartenente a una famiglia del clan Aulakh del popolo Jat, supervisore del canile reale. Aveva un fratello maggiore, Jawahar Singh Aulakh, e una sorella maggiore, che sposò sardar Jawala Singh Padhania, signore di Padhana Gujar nel distretto di Lahore. Manna Singh esaltò la bellezza e le virtù di Jind Kaur a Ranjit Singh, che la sposò nel 1835, inviando la sua "freccia e spada" al villaggio. Il 6 settembre 1838 Jind Kaur diede alla luce il suo unico figlio, Duleep Singh.
Il 7 giugno 1864 Duleep Singh sposò Bamba Müller, figlia di Ludwig e Sofia Müller, dalla quale ebbe quattro figli, uno dei quali morì in tenera età, e tre figlie. Dopo la morte della prima moglie sposò Ada Wetherill, figlia di Charles e Sarah Wetherill, dalla quale ebbe altre due figlie. Una delle figlie nate dal primo matrimonio, la Principessa Sophia Alexandra Duleep Singh, fu attiva nel movimento delle suffragette nel Regno Unito.

## Reggenza

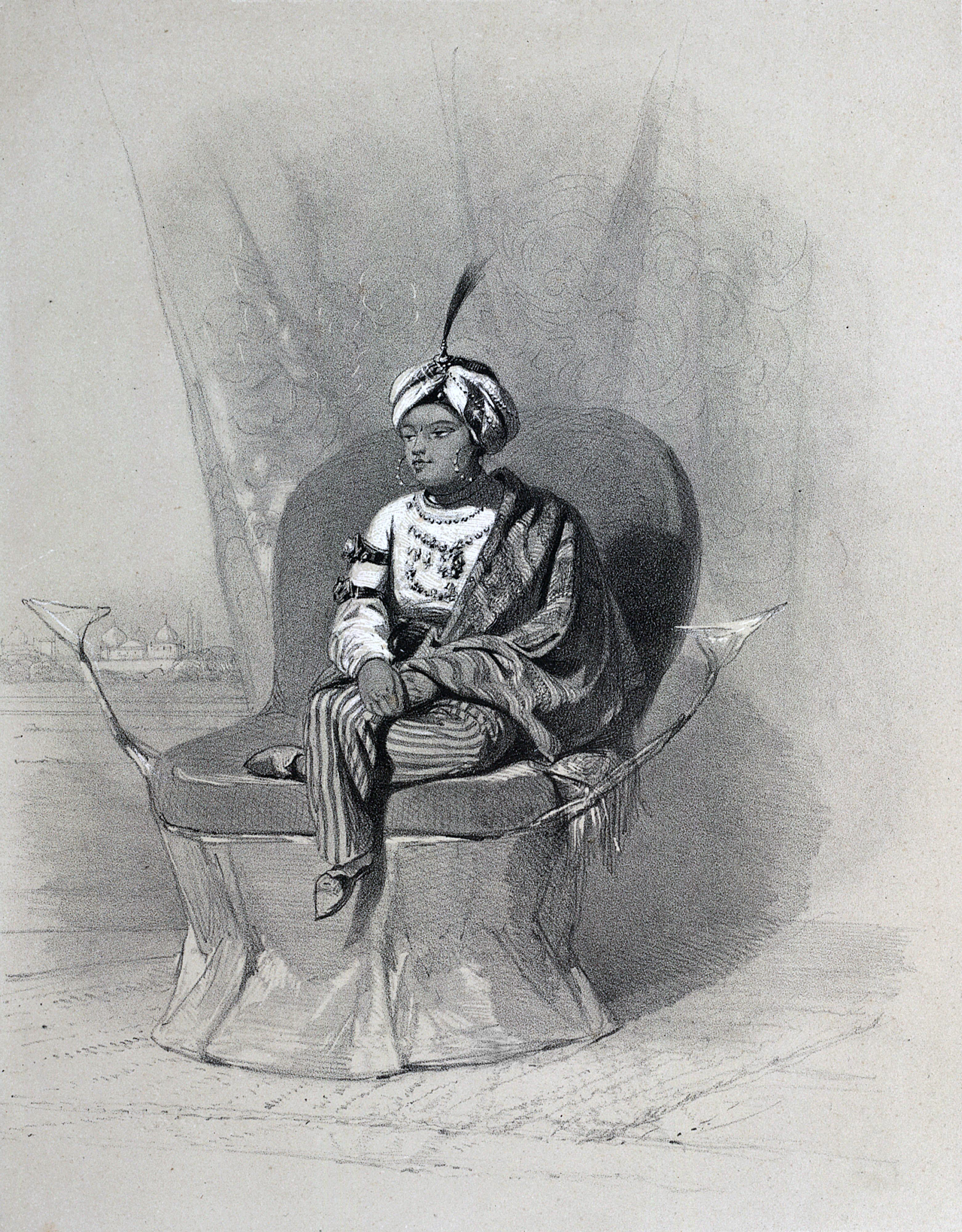
Il giovane maharaja Duleep Singh

Dopo la morte di Ranjit Singh, Jind Kaur e suo figlio vissero in relativa oscurità sotto la protezione del raja Dhian Singh a Jammu, città governata dal fratello di Dhian Singh, Gulab Singh. Il 16 settembre 1843, dopo l'assassinio del maharaja Sher Singh e del suo wazir, l'esercito proclamò sovrano il cinquenne Duleep Singh. All'inizio il nuovo wazir, Hira Singh, non prestò molta attenzione al giovane maharaja e a sua madre. Jind Kaur difese strenuamente i diritti del figlio e pregò i comitati reggimentali di proteggere i suoi diritti chiedendo "chi è il vero sovrano, Duleep Singh o Hira Singh? Se il primo, allora il Khālsā dovrebbe assicurarsi che non sia un re con un titolo vuoto". Il consiglio la sostenne ed ella divenne gradualmente il simbolo della sovranità. Con l'approvazione dell'esercito prese il controllo del governo. Come reggente, ricostituì il consiglio supremo del Khālsā e ristabilì un equilibrio tra l'esercito e l'amministrazione civile. Tenne corte, trattò gli affari di Stato in pubblico, passò in rassegna le truppe alle quali si rivolse personalmente.
La giovane maharani dovette affrontare molti problemi. Pashaura Singh Kanvar, fratellastro di Duleep Singh, cercava di farsi riconoscere maharaja. I capi feudali volevano una riduzione della tassazione imposta loro da Hira Singh e il ripristino dei loro jagir, concessioni di terre da cui ricevevano un reddito. L'esercito voleva un aumento della paga. I costi dell'amministrazione civile e militare erano aumentati e Gulab Singh, raja di Jammu e zio di Hira Singh, si era appropriato della maggior parte del tesoro di Lahore. La lotta per il potere tra le varie fazioni continuava e alcune di loro stavano negoziando segretamente con la Compagnia delle Indie orientali, che si stava ammassando truppe sul confine.
Nell'affrontare questi problemi, la maharani si avvalse dei consigli e del sostegno del consiglio di anziani statisti e capi militari appena nominato. Per rafforzare la sua base di potere, Jind Kaur promise in sposa a Duleep Singh la figlia di Chattar Singh Attariwalla, governatore della provincia di Hazara, potente e influente membro della nobiltà sikh. La paga dell'esercito fu aumentata. Gulab Singh fu portato a Lahore per affrontare le accuse di tradimento e suo nipote, Hira Singh, fu sostituito come wazir da Jawahar Singh. A Gulab Singh fu permesso di tornare a Jammu dopo aver pagato una multa di 6 800 000 rupie (68 lakh) e aver promesso di mantenere una buona condotta.

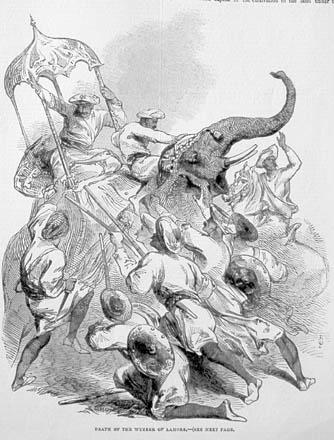
L'uccisione di Jawahar Singh, il 21 settembre 1845, The Illustrated London News

Pashaura Singh arrivò a Lahore nel gennaio 1845. Fu accolto con onore, ma fu presto convinto a tornarsene nei suoi territori dall'esercito e dalla promessa di un aumento del suo jagir. Ciononostante, in luglio Pashaura Singh prese il forte di Attock e si dichiarò sovrano del Punjab. Una forza comandata da Chattar Singh assediò il forte e costrinse Pashaura Singh ad arrendersi, con la promessa di un salvacondotto. Tuttavia Jawahar Singh riteneva che Pashaura Singh rappresentasse un rischio troppo grande per il giovane maharaja e lo fece segretamente riportare ad Attock e strangolare. Per il suo coinvolgimento in questa vicenda, Jawahar Singh fu pugnalato a morte davanti alla sorella Jind Kaur.
Il 13 dicembre 1845 il governatore generale Sir Henry Hardinge emise un proclama che dichiarava guerra ai sikh. I sikh persero la guerra, a causa, sostenevano, del tradimento del wazir Lal Singh e del loro comandante in capo Tej Singh, che non attaccò i britannici alla sua mercé durante la battaglia di Ferozeshah e successivamente distrusse il ponte di barche, unica via di fuga dell'esercito sikh nella battaglia di Sobraon. I termini del successivo trattato di Lahore, firmato nel marzo 1846, erano punitivi per i sikh, ma il settenne Duleep Singh e Jind Kaur rimasero come maharaja e reggente. Tuttavia, a dicembre, Jind Kaur fu sostituita da un consiglio di reggenza, controllato da un residente britannico. Le fu assegnata una pensione annuale di 150.000 rupie.

## Detenzione
Dopo la guerra, i britannici ricompensarono i leader che li avevano aiutati, tra cui Lal Singh e Tej Singh. I comandanti sikh erano però in collera per quello che ritenevano un tradimento. Quando nell'agosto 1847 Duleep Singh rifiutò di investire Tej Singh quale raja di Sialkot, il residente britannico, Henry Lawrence, fece imprigionare la maharani nella torre di Samman del Forte di Lahore e, dieci giorni dopo, la trasferì nella fortezza di Sheikhupura, riducendo inoltre la sua pensione annuale a 48.000 rupie. Il colpo più duro per la maharani fu la separazione dal figlio di 9 anni. Scrisse a Lawrence implorandolo di restituirle Duleep: "Non ha né sorella né fratello. Non ha uno zio, né maggiore né minore. Ha perso suo padre. A chi è stato affidato?". Jind Kaur non vide suo figlio per tredici anni e mezzo.
L'anno successivo, il nuovo residente britannico, Sir Frederick Currie, definì Jind Kaur "il punto di raccolta della ribellione" e la esiliò dal Punjab. Fu portata al forte di Chunar, a circa 45 km da Varanasi, e le furono sottratti i gioielli. Il trattamento riservatole da parte dei due residenti causò un profondo risentimento tra i sikh. Il sovrano musulmano del vicino Afghanistan, Dost Mohammed Khan, affermò che un simile trattamento era criticabile per tutti i credi.
Un anno dopo Jind Kaur fuggì dal forte di Chunar, travestita da serva, e viaggiò attraverso 800 miglia di foresta per chiedere asilo in Nepal. Arrivò a Katmandu nell'aprile del 1849.

## Esilio in Nepal
La metà del XIX secolo fu un periodo di grandi sconvolgimenti politici nel subcontinente indiano, dove i britannici stavano espandendo il loro potere. Il mukhtiyan nepalese Bhimsen Thapa e il maharaja Ranjit Singh avevano stretto un'alleanza segreta in funzione antibritannica. Quando nel 1845, sotto la reggenza di Jind Kaur, il Punjab entrò in guerra contro i britannici, il governo di Lahore inviò aiuti a Katmandu. La corte nepalese era però divisa e il re Rajendra Bikram Shah non rispose positivamente. Cinonostante Jind Kaur, fuggita dalla prigionia, si rifugiò in Nepal.
Inizialmente soggiornò nella residenza di Amar Bikram Shah, figlio del generale Chautariya Pushkar Shah, mukthiyar negli anni 1838–1839 e uno dei funzionari che promosse l'alleanza tra il Nepal e il Punjab. La residenza di Amar Bikram Shah, il palazzo di Narayanhiti, garantì a Jind Kaur i servizi e la dignità offerti ai reali, ma ogni volta che arrivavano degli estranei, doveva travestirsi ed essere presentata come una "cameriera dell'Hindusthan". Rimase presso Amar Bikram Shah per alcuni mesi prima di decidere di uscire dal suo nascondiglio e avvicinarsi all'allora mukthiyar Jang Bahadur Rana. Le fu costruita una nuova residenza, il Charburja Durbar nel complesso del Thapathali durbar, e il governo nepalese stabilì per lei un'indennità. Il residente britannico a Katmandu la teneva d'occhio, ritenendo che Jind Kaur stesse ancora intrigando per far rivivere la dinastia sikh. La maharani visse in Nepal per 11 anni.

## Ultimi anni

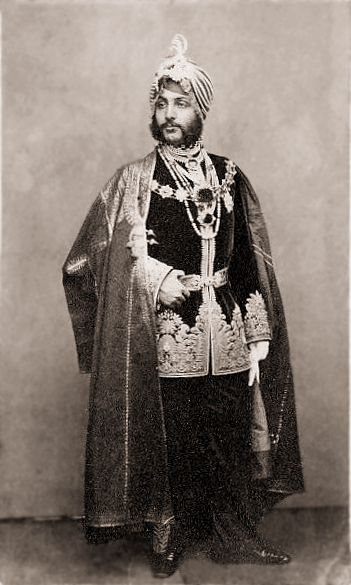
Duleep Singh, 1861

Nel novembre 1856 Jang Bahadur Rana inviò al governatore generale dell'India una lettera che aveva intercettato, scritta a Jind Kaur da Duleep Singh, nella quale il figlio suggeriva alla madre di raggiungerlo in Inghilterra, dove lui si trovava dal 1854. La lettera fu archiviata come un falso. Poco dopo Duleep Singh incaricò il paṇḍit Nehemiah Goreh di visitare Katmandu per suo conto, per scoprire in che condizioni stesse sua madre. Anche questo tentativo fu destinato al fallimento e al paṇḍit fu proibito di contattare la maharani. Duleep Singh decise allora di andare di persona, con il pretesto di una caccia alla tigre nel Bengala. Nel 1860 scrisse al residente britannico a Katmandu: per evitare che la sua lettera venisse intercettata o respinta come un falso, allegò alla sua una lettera di Sir John Spencer Login, che era stato il suo tutore durante l'adolescenza. Il residente riferì che la maharani era "molto cambiata, era cieca e aveva perso gran parte dell'energia che la caratterizzava in precedenza". I britannici decisero che Jind Kaur non fosse più una minaccia e il 16 gennaio 1861 le permisero di raggiungere il figlio allo Spence's Hotel di Calcutta. In quel periodo diversi reggimenti sik che avevano partecipato alla guerra in Cina stavano tornando in patria passando da Calcutta. La presenza dei reali sikh in città diede luogo a dimostrazioni di gioia e di lealtà. L'hotel era circondato da migliaia di sikh armati e il governatore generale, Lord Canning, chiese a Duleep Singh, come favore, di partire per l'Inghilterra con sua madre con la prima nave.
Durante il viaggio verso l'Inghilterra, Duleep Singh scrisse a Sir John Spencer Login chiedendogli di trovare una casa per sua madre vicino a Lancaster Gate. Poco dopo il suo arrivo, Lady Login si recò con i suoi tre figli più piccoli a far visita a Jind Kaur. Aveva sentito parlare della bellezza, dell'influenza e della forza di volontà della maharani ed era curiosa di conoscere la donna che aveva esercitato tanto potere. Fu presa dalla compassione quando incontrò una donna stanca e mezza cieca, con la salute a pezzi e la bellezza svanita. Ma "nel momento in cui si interessava e si entusiasmava per un argomento, bagliori e scorci inaspettati, attraverso la nebbia dell'indifferenza e il torpore dell'età che avanzava, rivelavano il cervello scaltro e complottista di colei che un tempo era conosciuta come la Messalina del Punjab".
Mentre era in India, Duleep Singh aveva negoziato la restituzione dei gioielli della maharani, che erano stati conservati nel tesoro di Varanasi. Questi arrivarono a Lancaster Gate poco prima che la maharani restituisse la visita di Lady Login, e la sua gioia fu tale che "si adornò immediatamente, insieme ai suoi attendenti, con un assortimento delle collane e degli orecchini più meravigliosi, fili di perle e smeraldi deliziosi". Il ritratto di George Richmond ritrae Jind Kaur con indosso alcuni dei gioielli, tra cui una collana di smeraldi e perle venduta all'asta l'8 ottobre 2009 dalla casa d'aste Bonhams per 55 200 sterline.
Per un certo periodo Duleep Singh si trasferì con la madre a Mulgrave Castle nello Yorkshire. Si cercò di organizzare nella tenuta una sistemazione separata per la madre, ma lei era determinata a non separarsi dal figlio. Negli ultimi due anni della sua vita ricordò al maharaja la sua eredità sikh e gli parlò dell'impero che un tempo era stato suo, gettando i semi che vent'anni dopo lo portarono a fare ricerche per settimane nella British Library e a presentare una petizione alla Regina Vittoria, sperando ingenuamente di rimediare all'ingiustizia subita.

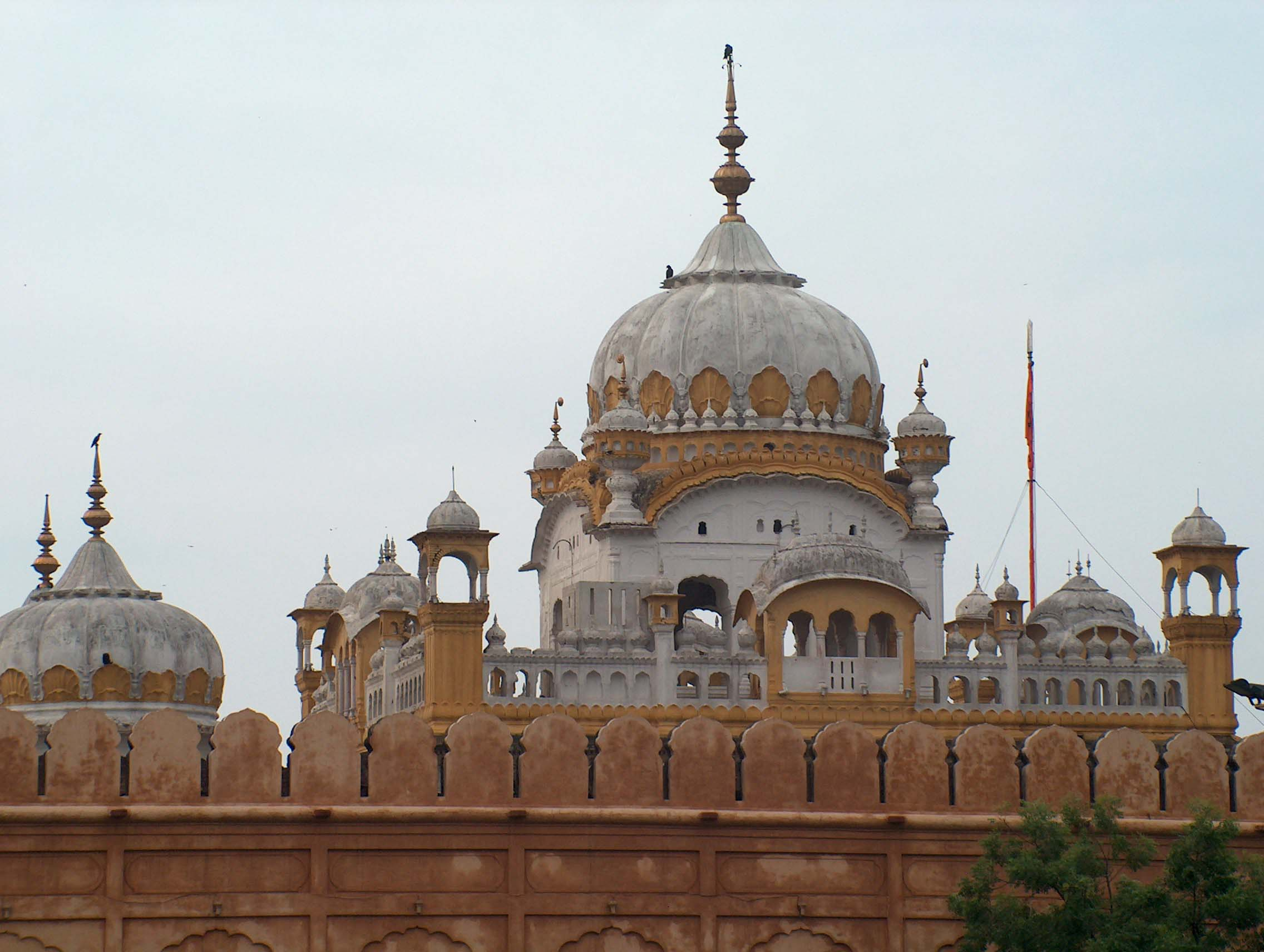
Samadh di Ranjit Singh

La mattina del 1º agosto 1863 Jind Kaur morì serenamente nel sonno nella Abingdon House, a Kensington. Fino al 1885 la cremazione fu illegale in Gran Bretagna e a Duleep Singh fu negato il permesso di portare il corpo della madre nel Punjab: il desiderio di Jind Kaur di essere cremata a Lahore era fu esaudito dalle autorità britanniche. I resti della maharani furono conservati per un certo periodo nella "Cappella dei dissenzienti" nel cimitero di Kensal Green. Nella primavera del 1864 il maharaja ottenne il permesso di portare la salma a Mumbai, dove fu cremata. Fece erigere un piccolo samadh in memoria della madre a Panchavati (città di Nashik, nei pressi di Mumbai), sul fiume Godavari. Il monumento fu mantenuto dalle autorità dello Stato di Kapurthala fino al 1924, quando la principessa Bamba Duleep Singh trasferì le sue spoglie e il monumento al samadh di Ranjit Singh a Lahore. Nel 1997, durante i lavori di restauro della "Cappella dei dissenzienti" del cimitero di Kensal Green, è stata scoperta una lapide di marmo con il suo nome e nel 2009 è stato installato nel cimitero un monumento alla maharani.

## Nella cultura popolare
Nel 2010, The Rebel Queen, un cortometraggio documentario, è stato realizzato da Michael Singh e ha avuto come protagonista l'attrice indiana Diana Pinto nel ruolo della maharani. Nel gennaio 2020 Chitra Banerjee Divakaruni ha pubblicato The Last Queen, un libro ispirato alla sua vita. Jind Kaur è un personaggio importante nel romanzo di George MacDonald Fraser Flashman and the Mountain of Light.